# Silvio Rodríguez

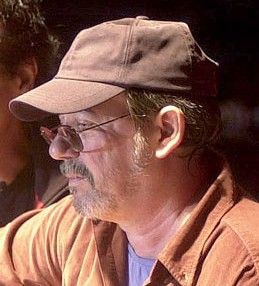
2004 in Buenos Aires

Silvio Rodríguez Domínguez (* 29. November 1946 in San Antonio de los Baños in Kuba) ist einer der bekanntesten kubanischen Liedermacher der Musikrichtung Nueva Trova und ehemaliger Abgeordneter des kubanischen Parlaments. Seine poetischen Lieder sind im spanischsprachigen Raum seit den 1970er Jahren bekannt und verbreitet und auch von anderen berühmten Sängern interpretiert worden.

## Herkunft
Silvio Rodríguez stammt aus einem Dorf innerhalb eines sehr fruchtbaren Gebietes in der Provinz Havanna in Kuba. In dieser Gegend wird hauptsächlich Tabak angebaut. Er ist der Sohn einer Bauernfamilie. Sein Großvater war Tabakarbeiter und bekannt mit dem kubanischen Dichter und Freiheitskämpfer José Martí. Sein Vater, Víctor Dagoberto Rodríguez Ortega, war Bauer mit sozialistisch-liberaler Einstellung. Seine Mutter, Argelia Domínguez León, war Friseurin. Verschiedentlich hat Silvio seine Begeisterung für Musik von seiner Mutter abgeleitet, die den ganzen Tag Boleros, Sones und Danzones aus Santiago de Cuba gesungen hat. Bei einigen Gelegenheiten hat sie ihrem Sohn auch bei seiner künstlerischen Arbeit geholfen.

## Werdegang
Seit seinem sechsten Lebensjahr lebt er in Havanna. Bereits mit sieben Jahren begann er Gedichte zu schreiben. Seit 1955 nahm er Klavierunterricht. 1961 beteiligte er sich als Schüler an der nationalen Alphabetisierungskampagne in den ländlichen Regionen Kubas. Im selben Jahr schloss er sich der neu gebildeten Schülermiliz an. Als Fünfzehnjähriger stellte er sich 1962 bei der Jugendzeitschrift Mella als Cartoonist vor und erhielt unmittelbar seine ersten Aufträge.

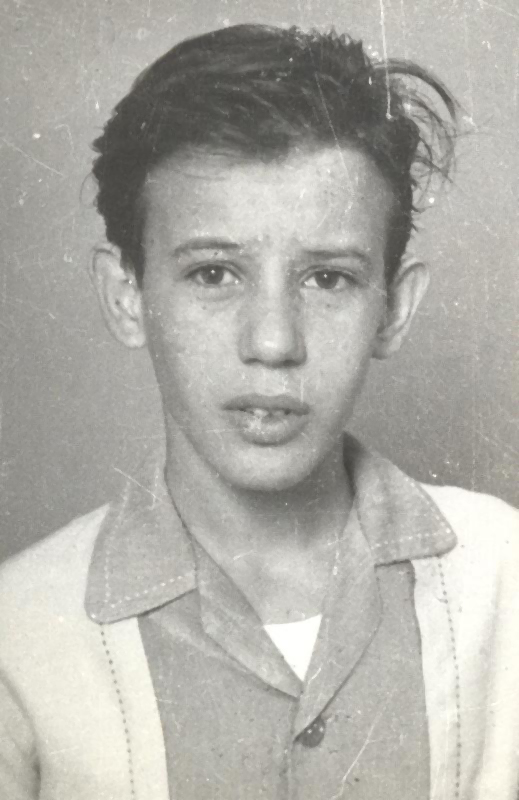
Fotografie von Silvio Rodríguez im Jahre 1962, aufgenommen von Virgilio Martínez für die Wochenzeitschrift Mella.

1964 wurde er zum Militärdienst eingezogen, den er im westlichsten Zipfel Kubas antrat. Bei den Revolutionsstreitkräften Fuerzas Armadas Revolucionarias (FAR) lernte Silvio Rodríguez Esteban Baños kennen, der ihm weiterführenden Unterricht auf der Gitarre gab, die seitdem sein wichtigstes Musikinstrument ist. Das letzte Jahr seines Militärdienstes verbrachte er bei Verde Olivo, der damals von Luis Pavón geleiteten Zeitschrift der FAR. Er dichtete weiter und komponierte einige Stücke. Sein erster öffentlicher Auftritt war im Museum für Schöne Künste in Havanna. Zusammen mit Luis López sang und präsentierte er sich auch bei zwei Amateur-Festivals der Revolutionsstreitkräfte. Im März 1967 schloss er seinen Militärdienst ab. Am 13. Juni desselben Jahres hatte er seinen ersten Auftritt in dem Fernsehprogramm Música y Estrellas, nach eigener Definition der Beginn seiner professionellen Musikerlaufbahn. Bereits ab November 1967 wurde er Gastgeber der Fernsehsendung Mientras tanto, in der sowohl etablierte Künstler unterschiedlicher Genres als auch neue Talente vorgestellt wurden. Nachdem er sich unter anderem lobend über die Musik der von der Regierung Castro abgelehnten Beatles geäußert hatte, wurde seine Sendung im Frühjahr 1968 abgesetzt und Rodríguez als Angestellter des staatlichen Rundfunks entlassen.
Entscheidend für seine Entwicklung wurde die Arbeit unter Leo Brouwer in der Gruppe für Tonexperimente (Grupo de Experimentación Sonora) des kubanischen Filminstitutes ICAIC. Dort traf er mit anderen Liedermachern zusammen und veröffentlichte seine ersten Lieder und Platten.
Die erste selbstständige Schallplatte mit Liedern von Silvio Rodríguez erschien 1975 mit dem Titel Días y Flores (Tage und Blumen) nach acht Jahren Arbeit als Künstler und Hunderten von Liedern, die er in dieser Zeit komponiert hatte. Sie wurde 1978 auch in der Bundesrepublik Deutschland vom Plattenlabel Pläne vertrieben. 1996 veröffentlichte Frank Viehweg eine CD mit dem Titel Der Sture, auf der er eigene Nachdichtungen von Silvios Liedern zu den ursprünglichen Melodien vorträgt.
Seit Mai 2010 betreibt Rodríguez ein eigenes Blog mit dem Titel „Segunda Cita“. Ebenfalls 2010 startete er die fortdauernde Konzertserie „Conciertos en los barrios“, im Rahmen derer bekannte Musiker kostenlos in benachteiligten Wohngebieten auftreten – zunächst am Stadtrand von Havanna, später auch in anderen Städten Kubas.

## Positionen
Im März 2010 sagte Rodríguez während einer Pressekonferenz in Havanna zur Vorstellung seines Albums Segunda Cita, Kuba „schreie nach der Überprüfung eines Haufens von Sachen, von Konzepten, sogar von Institutionen“, die Revolution müsse ihr „R“ überwinden, zur Evolution übergehen und sich so erneuern. Er hoffe sehr, dass seine inoffiziellen Informationen zuträfen, wonach eine derartige umfassende Überprüfung (durch die Regierung) stattfinde. Zwei Tage später erschien in der Granma eine Karikatur, in der Rodríguez folgende Sätze in den Mund gelegt wurden: „Ja ... früher habe ich für die Armen der Welt gesungen. Das war, bevor ich durch Protestlieder reich geworden bin.“
Im September 2011 kam es zum öffentlich verkündeten und in der kubanischen Kulturszene viel diskutierten Bruch zwischen den beiden prominentesten Vertretern und Mitbegründern der Nueva Trova, Silvio Rodríguez und Pablo Milanés. Milanés hatte sich am Rande einer Konzertreise in Miami in Interviews kritisch zu politischen Verhältnissen in Kuba geäußert, woraufhin ihn Rodríguez in seinem Blog scharf angriff und unter anderem suggerierte, Milanés habe die Kritik aus finanziellem Kalkül geäußert, um mehr Eintrittskarten für seine Konzerttournee zu verkaufen. Milanés antwortete mit der Feststellung, er werde Rodríguez, der einmal sein Bruder gewesen sei, den „zweifachen Verrat“, den dessen öffentliche „Lügen und Verdrehungen“ über seine Person darstellten, niemals verzeihen.
Im September 2013 sorgte Rodríguez für die Schlichtung eines kulturpolitischen Skandals, der durch regierungskritische Äußerungen des Musikers Roberto Carcassés während einer Live-Übertragung eines Großkonzerts im kubanischen Fernsehens ausgelöst worden war. Nachdem die staatlichen Behörden Carcassés mit einem unbefristeten Auftrittsverbot belegt hatten, verkündete Rodríguez zunächst demonstrativ das Auftreten des Musikers bei seinen nächsten beiden Konzerten, bevor er einen Tag später über seinen Blog die Nachricht bekannt gab, dass das behördliche Verbot nach Gesprächen mit Carcassés im Kulturministerium zurückgenommen worden war.
Rodríguez fordert ein Ende des Embargos der USA gegen Kuba und sieht durch den „Anti-Castrismus“ auch die Wahlen in den USA beeinflusst. Zugleich lobte er die angesichts der Sanktionen dennoch erfolgreiche Entwicklung kubanischer Impfstoffe gegen COVID-19. Im Hinblick auf die gesellschaftspolitischen Umstände in Kuba fordert er „Kritik und Selbstkritik“. Rodríguez ist ferner ein Bewunderer des mexikanischen Staatspräsidenten Andrés Manuel López Obrador.

## Diskografie
Alben
- 1975: Días y Flores
- 1978: Al final de este viaje
- 1978: Mujeres
- 1980: Rabo de Nube
- 1982: Unicornio
- 1984: Tríptico (Album zum 25. Jahrestag der Revolution, wird verkauft als drei einzeln erhältliche Alben Tríptico Vol. 1, 2 und 3)
- 1986: Causas y Azares
- 1988: Oh Melancolía
- 1992: Silvio Rodríguez en Chile
- 1992: Silvio
- 1994: Rodríguez
- 1996: Domínguez
- 1998: Descartes
- 1999: Mariposas
- 2002: Expedición
- 2003: Cita con Ángeles
- 2006: Érase que se era
- 2010: Segunda Cita
- 2015: Amoríos
- 2020: Para la espera

Die oben aufgeführte Diskografie entspricht derjenigen, die Silvio Rodríguez selbst auf seiner Homepage veröffentlicht hat.
Neben diesen „offiziellen“ Alben gibt es noch eine Vielzahl an Kollaborationen, Singles, Livealben und Kompilationen.
Singles
- 2021: Para Aute: Pasaba por Aquí (Joaquín Sabina feat. Rozalén, Marwan, Pedro Guerra, Carlos Rivera, Xoel López, Ismael Serrano, Jorge Drexler, Dani Martín, Estopa, Vanesa Martín, Silvio Rodríguez & Abel Pintos, ES: Gold)

## Auszeichnungen für Musikverkäufe
| Goldene Schallplatte - Spanien - 1995: für das Album Rodríguez - 1996: für das Album Domínguez - 2024: für die Single Ojos color sol | Platin-Schallplatte - Argentinien - 1994: für das Album Mano a mano - 2000: für das Album En vivo en Argentina |

| Land/RegionAuszeichnungen für Musikverkäufe (Land/Region, Auszeichnungen, Verkäufe, Quellen) | Gold     | Platin     | Verkäufe | Quellen             |
| -------------------------------------------------------------------------------------------- | -------- | ---------- | -------- | ------------------- |
| Argentinien (CAPIF)                                                                          | —        | 2× Platin2 | 120.000  | capif.org.ar        |
| Spanien (Promusicae)                                                                         | 4× Gold4 | —          | 160.000  | elportaldemusica.es |
| Insgesamt                                                                                    | 4× Gold4 | 2× Platin2 |          |                     |